# Der Kampf der Makkabäer
Der Kampf der Makkabäer (Originaltitel: Il vecchio testamento) ist eine italienisch-französische Gemeinschaftsproduktion von Gianfranco Parolini aus dem Jahr 1963.
Der Film erzählt äußerst frei die Geschichte aus dem apokryphen Ersten Buch der Makkabäer und Zweiten Buch der Makkabäer.

## Handlung
Ungefähr 150 vor Christus: Die Syrer haben Jerusalem besetzt und fordern, dass im Tempel Zeus verehrt wird. Doch der jüdische Priester Mattatias ruft das Volk auf, sich dieser Forderung zu widersetzen. Ein großer Teil der Bevölkerung kommt Mattatias Forderung nach und verweigert sich, beginnt einen Aufstand und flüchtet in die Wüste. Aber die Hebräer werden von ihren Peinigern bis in die Wüste hinein verfolgt und auch angegriffen. Der Angriff fordert viele Tote und die Zurückgebliebenen wissen nun, dass sie den Kampf weiterführen müssen. Judas Makkabäus, ein Sohn des Priesters Mattatias, übernimmt die Befehlsherrschaft unter ihnen, doch dieser fällt im Kampf und so übernimmt dessen Bruder Jonatan die Befehlsgewalt. Aber auch dieser stirbt alsbald und sein Bruder Simon tritt an dessen Stelle. Nach vielen Entbehrungen gelingt es den Hebräern schließlich unter Simon Makkabäus, Jerusalem zurückzuerobern und die Syrer zu vertreiben.
Am Ende des Films feiert Simon den Sieg mit seinem Volk. Hierbei steht ihm eine Syrerin, seine Braut, zur Seite. In einer Rede verkündet er, dass die gefangenen syrischen Soldaten freigelassen werden sollen, damit diese von der Macht und Milde Jerusalems berichten mögen.

## Hintergrund
Der Film wurde von der Cinematografica Associati (CI.AS.) in Zusammenarbeit mit der Comptoir Français du Film Production (CFFP) hergestellt. Den Verleih übernahm in den USA der Verleiher Four Star Television.
Ins deutsche Kino kam der Film wohl 1964.
Im Vorspann der deutschen Fassung des Filmes „Der Kampf der Makkabäer“ ist nur der italienische Titel „Il Vecchio Testamento“ (übersetzt: Das Alte Testament) zu finden. Der Film wurde in der BRD auch unter dem irreführenden Namen: „Goliath – Der Kampf der Makkabäer“ verbreitet, obwohl im Film keine Rolle mit dem Namen „Goliath“ existiert. Im deutschen Fernsehen lief der Film wohl erstmals am 30. Mai 1991 auf der ARD.
2005 erschien der Film in Deutschland auf DVD.
2004 plante Mel Gibson die Geschichte des Makkabäeraufstandes ein zweites Mal zu verfilmen.   Zu einer Umsetzung dieser Pläne kam es jedoch bisher nicht. So ist Der Kampf der Makkabäer immer noch die einzige Verfilmung der Geschichte.

## Ungenauigkeiten gegenüber der Buchvorlage
- Antiochos war nicht Statthalter Jerusalems, sondern seleukidischer Herrscher über das gesamte syrische Reich.
- Der Befreiungskampf der Makkabäer erstreckte sich über viele Jahre und in dieser Zeit starb Antiochos IV. Nachfolger ersetzten ihn.
- Im Film wurde die Geschichte der Makkabäer mit Liebesgeschichten und anderen persönlichen Schicksalen ausgeschmückt.

Der Film zeigt eine große Anzahl weiterer Ungenauigkeiten, welche durch Betrachtung des apokryphen Ersten Buches der Makkabäer und des Zweiten Buches der Makkabäer schnell erkennbar sind.

## Kritik
- Das Lexikon des internationalen Films urteilte kurz: „Ein italienisches Serienprodukt“.[9]

## Medien
- DVD: Der Kampf der Makkabäer – e-m-s – 3L Film GmbH & Co. KG